# InterLiga 2007
La InterLiga 2007 fue la cuarta edición del torneo el cual reparte los últimos dos cupos de equipos mexicanos a la Copa Libertadores 2007.
El torneo fue ganado por el Club Necaxa al derrotar 1-0 a Chiapas y así obtuvo el lugar de México 2, mientras que el Club América fue hasta la ronda de penales para vencer a la UANL y calificar como México 3 a la Copa Libertadores 2007.

## México 1
El lugar de México 1 lo disputaron Club América (Campeón Cla. 05) y Toluca (Campeón Ape. 05), al ganar el boleto el Toluca el Necaxa participó en la InterLiga en donde llegó hasta las finales y consiguió el último boleto para la copa.
| Fecha                                               | Equipos          | Resultado | Estadio         | Ciudad         |
| --------------------------------------------------- | ---------------- | --------- | --------------- | -------------- |
| 20 de septiembre de 2006                            | América - Toluca | 2 - 3     | Reliant Stadium | Houston, Texas |
| Toluca avanzó a la Copa Libertadores como México 1. |                  |           |                 |                |

## Clasificación Final 2005-06
| Po. | Equipo    | Jj | Jg | Je | Jp | GF | GC | Dif | Pts |               |
| --- | --------- | -- | -- | -- | -- | -- | -- | --- | --- | ------------- |
| 1   | América   | 34 | 18 | 10 | 6  | 63 | 40 | 23  | 60  |               |
| 2   | Pachuca   | 34 | 16 | 11 | 7  | 59 | 37 | 22  | 59  | Copa Concacaf |
| 3   | Cruz Azul | 34 | 18 | 5  | 11 | 55 | 45 | 10  | 59  |               |
| 4   | Toluca    | 34 | 16 | 6  | 12 | 49 | 40 | 9   | 54  | CL México 1   |
| 5   | Monterrey | 34 | 15 | 8  | 11 | 49 | 41 | 8   | 53  |               |
| 6   | Chiapas   | 34 | 14 | 11 | 9  | 58 | 45 | 13  | 50  |               |
| 7   | Necaxa    | 34 | 14 | 7  | 14 | 53 | 59 | -6  | 49  |               |
| 8   | U.A.G.    | 34 | 13 | 7  | 14 | 44 | 56 | -12 | 46  |               |
| 9   | U.A.N.L.  | 34 | 10 | 13 | 11 | 46 | 42 | 4   | 43  |               |
| 10  | Morelia   | 34 | 11 | 9  | 14 | 46 | 49 | -3  | 42  |               |

### Equipos Calificados
Finalizó la temporada 2005-06, y estos fueron los equipos clasificados:
Pachuca clasificó segundo, pero al obtener el título del Cla. 06 tuvo que asistir a la Copa de Campeones de la CONCACAF 2007, por lo que su lugar fue tomado por la U.A.N.L. El campeón del Ape. 06 también fue a la Copa Concacaf por lo que su puesto sería tomado por el Morelia (al ganar el Guadalajara el Ape. 06, el Morelia tomó el lugar del Toluca).
Toluca ganó el boleto de México 1 al derrotar al América 3-2; con esto el Morelia tomó el lugar del Toluca, y América jugo la InterLiga.
| Grupo A   |  | Grupo B |
| --------- |  | ------- |
| Cruz Azul |  | América |
| Monterrey |  | Chiapas |
| Necaxa    |  | U.A.G.  |
| U.A.N.L.  |  | Morelia |

| Cruz Azul: 2ª participación (2ª consecutiva desde 2006) | América: 3ª participación (1ª desde 2005)             |
| Monterrey: 2ª participación (2ª consecutiva desde 2006) | Chiapas: 2ª participación (1ª desde 2005)             |
| Necaxa: 3ª participación (3ª consecutiva desde 2005)    | U.A.G.: 1ª participación                              |
| U.A.N.L.: 4ª participación (4ª consecutiva desde 2004)  | Morelia: 3ª participación (2ª consecutiva desde 2006) |

## Sedes
| Sede    | Estadio           | Capacidad |
| ------- | ----------------- | --------- |
| Houston | Robertson Stadium | 32,000    |
| Frisco  | Pizza Hut Park    | 21,193    |
| Carson  | Home Depot Center | 27,000    |

## Resultados

### Grupo 'A'
| Po. | Equipo    | Jj | Jg | Je | Jp | GF | GC | Dif | Pts |
| --- | --------- | -- | -- | -- | -- | -- | -- | --- | --- |
| 1   | Necaxa    | 3  | 3  | 0  | 0  | 7  | 4  | 3   | 9   |
| 2   | U.A.N.L.  | 3  | 1  | 1  | 1  | 4  | 3  | 1   | 4   |
| 3   | Monterrey | 3  | 1  | 0  | 2  | 3  | 5  | -2  | 3   |
| 4   | Cruz Azul | 3  | 0  | 1  | 2  | 4  | 6  | -2  | 1   |

| 3 de enero de 2007 19:00 h                      | Monterrey | 0:2 (0:0) | U.A.N.L.                | Robertson Stadium, Houston, Texas                                  |                                                                    |
|                                                 |           |           | Balderas 70' Gaitán 81' | Asistencia: 20,227 espectadores Árbitro(s): Baldomero Toledo (USA) | Asistencia: 20,227 espectadores Árbitro(s): Baldomero Toledo (USA) |
| Jugador del Partido: Sindey Balderas (U.A.N.L.) |           |           |                         |                                                                    |                                                                    |

| 3 de enero de 2007 21:30 h                | Cruz Azul                | 2:3 (2:0) | Necaxa                           | Robertson Stadium, Houston, Texas                              |                                                                |
|                                           | Carmona 71' Orozco 90'+1 |           | 31' Kléber 45' Pereira 55' Lucas | Asistencia: 20,227 espectadores Árbitro(s): Jair Marrufo (USA) | Asistencia: 20,227 espectadores Árbitro(s): Jair Marrufo (USA) |
| Jugador del Partido: Kléber Boas (Necaxa) |                          |           |                                  |                                                                |                                                                |

| 6 de enero de 2007 19:00 h                   | U.A.N.L.                 | 2:2 (2:1) | Cruz Azul           | Pizza Hut Park, Frisco, Texas                                     |                                                                   |
|                                              | Lozano 11' De Nigris 23' |           | 45' López 50' Sabah | Asistencia: 13,180 espectadores Árbitro(s): Ricardo Salazar (USA) | Asistencia: 13,180 espectadores Árbitro(s): Ricardo Salazar (USA) |
| Jugador del Partido: Jaime Lozano (U.A.N.L.) |                          |           |                     |                                                                   |                                                                   |

| 6 de enero de 2007 21:30 h                | Necaxa                     | 3:2 (1:1) | Monterrey              | Pizza Hut Park, Frisco, Texas                               |                                                             |
|                                           | Kléber 38', 49' Moreno 77' |           | 39' Arellano 68' Pérez | Asistencia: 13,180 espectadores Árbitro(s): Alex Prus (USA) | Asistencia: 13,180 espectadores Árbitro(s): Alex Prus (USA) |
| Jugador del Partido: Kleber Boas (Necaxa) |                            |           |                        |                                                             |                                                             |

| 9 de enero de 2007 20:00 h                   | Necaxa     | 1:0 (0:0) | U.A.N.L. | The Home Depot Center, Carson, California                          |                                                                    |
|                                              | Moreno 69' |           |          | Asistencia: 10,212 espectadores Árbitro(s): Baldomero Toledo (USA) | Asistencia: 10,212 espectadores Árbitro(s): Baldomero Toledo (USA) |
| Jugador del Partido: Alfredo Moreno (Necaxa) |            |           |          |                                                                    |                                                                    |

| 9 de enero de 2007 22:00 h | Monterrey   | 1:0 (0:0) | Cruz Azul | The Home Depot Center, Carson, California                         |                                                                   |
|                            | Morales 79' |           |           | Asistencia: 10,212 espectadores Árbitro(s): Michael Kennedy (USA) | Asistencia: 10,212 espectadores Árbitro(s): Michael Kennedy (USA) |

### Grupo 'B'
| Po. | Equipo  | Jj | Jg | Je | Jp | GF | GC | Dif | Pts |
| --- | ------- | -- | -- | -- | -- | -- | -- | --- | --- |
| 1   | América | 3  | 2  | 1  | 0  | 4  | 1  | 3   | 7   |
| 2   | Chiapas | 3  | 1  | 1  | 1  | 4  | 4  | 0   | 4   |
| 3   | Morelia | 3  | 1  | 0  | 2  | 4  | 5  | -1  | 3   |
| 4   | UAG     | 3  | 0  | 2  | 1  | 4  | 6  | -2  | 2   |

| 4 de enero de 2007 19:00 h                   | Chiapas                  | 2:1 (1:1) | Morelia  | Robertson Stadium, Houston, Texas                                 |                                                                   |
|                                              | Hernández 17' Fretes 69' |           | 43' Arce | Asistencia: 10,322 espectadores Árbitro(s): Michael Kennedy (USA) | Asistencia: 10,322 espectadores Árbitro(s): Michael Kennedy (USA) |
| Jugador del partido: Fernando Arce (Morelia) |                          |           |          |                                                                   |                                                                   |

| 4 de enero de 2007 21:39 h                       | América    | 1:1 (0:1) | UAG          | Robertson Stadium, Houston, Texas                              |                                                                |
|                                                  | Blanco 58' |           | 25' Droguett | Asistencia: 10,322 espectadores Árbitro(s): Terry Vaughn (USA) | Asistencia: 10,322 espectadores Árbitro(s): Terry Vaughn (USA) |
| Jugador del partido: Cuauhtémoc Blanco (América) |            |           |              |                                                                |                                                                |

| 7 de enero de 2007 16:00 h                       | Morelia | 0:2 (0:0) | América         | Pizza Hut Park, Frisco, Texas                                     |                                                                   |
|                                                  |         |           | 77', 85' Blanco | Asistencia: 14,376 espectadores Árbitro(s): Hilario Grajeda (USA) | Asistencia: 14,376 espectadores Árbitro(s): Hilario Grajeda (USA) |
| Jugador del partido: Cuauhtémoc Blanco (América) |         |           |                 |                                                                   |                                                                   |

| 7 de enero de 2007 19:00 h                     | Chiapas                    | 2:2 (1:1) | UAG                    | Pizza Hut Park, Frisco, Texas                                  |                                                                |
|                                                | Hernández 16' Mendivil 51' |           | 41' Droguett 66' Leaño | Asistencia: 14,376 espectadores Árbitro(s): Jair Marrufo (USA) | Asistencia: 14,376 espectadores Árbitro(s): Jair Marrufo (USA) |
| Jugador del partido: Ulises Mendivil (Chiapas) |                            |           |                        |                                                                |                                                                |

| 10 de enero de 2007 20:00 h                      | Morelia                    | 3:1 (2:1) | UAG       | The Home Depot Center, Carson, California                       |                                                                 |
|                                                  | Rey 7', 90+2 Pavlovich 24' |           | 29' Leaño | Asistencia: 19,405 espectadores Árbitro(s): Abbey Okulaja (USA) | Asistencia: 19,405 espectadores Árbitro(s): Abbey Okulaja (USA) |
| Jugador del partido: Nicolás Pavlovich (Morelia) |                            |           |           |                                                                 |                                                                 |

| 10 de enero de 2007 22:00 h                  | América    | 1:0 (0:0) | Chiapas | The Home Depot Center, Carson, California                     |                                                               |
|                                              | Cuevas 69' |           |         | Asistencia: 19,405 espectadores Árbitro(s): Kevin Stott (USA) | Asistencia: 19,405 espectadores Árbitro(s): Kevin Stott (USA) |
| Jugador del partido: Nelsón Cuevas (América) |            |           |         |                                                               |                                                               |

### Finales
| 13 de enero de 2007 19:00 h                  | Necaxa     | 1:0 (0:0) | Chiapas | The Home Depot Center, Carson, California                         |                                                                   |
|                                              | Kléber 38' |           |         | Asistencia: 27,000 espectadores Árbitro(s): Ricardo Salazar (USA) | Asistencia: 27,000 espectadores Árbitro(s): Ricardo Salazar (USA) |
| Jugador del partido: Alfredo Moreno (Necaxa) |            |           |         |                                                                   |                                                                   |

| 13 de enero de 2007 21:30 h | América | 0:0 (t. s.) | UANL | The Home Depot Center, Carson, California                          |  |
|                             |         |             |      | Asistencia: 27,000 espectadores Árbitro(s): Baldomero Toledo (USA) |  |

| Tanda de penales |  |     |  |          |
| Blanco           |  | 1:0 |  | Cerda    |
| Cabañas          |  | 2:1 |  | Gaitán   |
| Rojas            |  | 3:2 |  | Lozano   |
| Cuevas           |  | 4:2 |  | Saavedra |
|                  |  |     |  |          |

De los ganadores de las finales, el mejor ubicado toma el lugar de México 2, mientras que el otro ganador toma el lugar de México 3 que tendrá que buscar su lugar en un repechaje contra un equipo de CONMEBOL.
Necaxa

Campeón

## Estadísticas
| Po. | Equipo    | Jj | Jg | Je | Jp | GF | GC | Dif | Pts |
| --- | --------- | -- | -- | -- | -- | -- | -- | --- | --- |
| 1   | Necaxa    | 4  | 4  | 0  | 0  | 8  | 4  | 4   | 12  |
| 2   | América   | 4  | 2  | 2  | 0  | 4  | 1  | 3   | 8   |
| 4   | UANL      | 4  | 1  | 2  | 1  | 4  | 3  | 1   | 5   |
| 3   | Chiapas   | 4  | 1  | 1  | 2  | 4  | 5  | -1  | 4   |
| 5   | Morelia   | 3  | 1  | 0  | 2  | 4  | 5  | -1  | 3   |
| 6   | Monterrey | 3  | 1  | 0  | 2  | 3  | 5  | -2  | 3   |
| 7   | UAG       | 3  | 0  | 2  | 1  | 4  | 6  | -2  | 2   |
| 8   | Cruz Azul | 3  | 0  | 1  | 2  | 4  | 6  | -2  | 1   |

 Calificados a la Copa Libertadores 2007.

## Goleadores
| 4 goles Kléber Boas-Necaxa 3 goles Cuauhtémoc Blanco-América 2 goles Juan Hernández-Chiapas Luis Gabriel Rey-Morelia Alfredo Moreno-Necaxa Hugo Droguett-UAG Juan Carlos Leaño-UAG | 1 gol Nelson Cuevas-América Walter Fretes-Chiapas Ulises Mendivil-Chiapas Salvador Carmona-Cruz Azul Israel López-Cruz Azul Miguel Sabah-Cruz Azul Luis Orozco-Cruz Azul Jesús Arellano-Monterrey Luis Pérez-Monterrey Joel Morales-Monterrey Fernando Arce-Morelia Nicolás Pavlovich-Morelia Fabiano Pereira-Necaxa Oswaldo Lucas-Necaxa Walter Gaitán-UANL Sindey Balderas-UANL Aldo de Nigris-UANL Jaime Lozano-UANL |

## Ofensiva y Defensiva
| Mejor Ofensiva | Mejor Ofensiva | Mejor Defensiva | Mejor Defensiva |
| Necaxa         | 8              | América         | 1               |
| UANL           | 4              | UANL            | 3               |
| Cruz Azul      | 4              | Necaxa          | 4               |
| Chiapas        | 4              | Chiapas         | 5               |

## Juego Limpio
| Equipo    |    | = Doble amarilla | Directa | Puntos | Juegos | Cociente |
| --------- | -- | ---------------- | ------- | ------ | ------ | -------- |
| América   | 5  | 0                | 0       | 5      | 4      | 1.25     |
| Necaxa    | 6  | 0                | 0       | 6      | 4      | 1.50     |
| UANL      | 6  | 1                | 0       | 8      | 4      | 2.00     |
| Chiapas   | 9  | 1                | 1       | 14     | 4      | 3.50     |
| Monterrey | 3  | 0                | 0       | 3      | 3      | 1.00     |
| Cruz Azul | 5  | 0                | 0       | 5      | 3      | 1.66     |
| UAG       | 10 | 1                | 0       | 12     | 3      | 4.00     |
| Morelia   | 8  | 2                | 0       | 12     | 3      | 4.00     |